# Volvo BM 2650/2654
Volvo BM 2650/2654 är en svensk traktor tillverkad av Volvo BM i Eskilstuna mellan år 1979 och 1983. 2650 är efterträdaren till Volvo BM 810 och 2654 till 814. 2654 är fyrhjulsdriven och 2650 tvåhjulsdriven men i övrigt är de helt lika. 2654:ans efterträdare är Volvo BM Valmet 2005/2105 som kom 1985. 2654 tillverkades i 1255 exemplar och 2650 i 523 exemplar.
För vissa exportmarknader, framförallt i Mellanöstern, tillverkades en tvåhjulsdriven enklare utrustad hyttlös sugmotorversion i 1477 exemplar mellan 1981 och 1983, kallad 2600. 225 ex av dessa kom dock på grund av oroligheter i regionen att förses med hytt och turbo och säljas på den nordiska marknaden under benämningen 2650 S.

## Tekniska data
- Motor	                     Volvo TD 60 B. (2600: D60B)
- Cylindrar	             6.
- Cylindervolym, l             5,48.
- Motoreffekt, HK	             140. (2600: 117 enligt SAE-norm)
- Växlar, framåt/bakåt	     14 / 4 Trac-Trol (snabbväxel). (2600, 2650 S:8/2)
- Hjulbas, mm	 
  - 2650	:                     2740.
  - 2654	:                    2860.
- Tjänstevikt, kg	 
  - 2600:                       5000.
  - 2650:	                     6600.
  - 2654:                     7500.